# Artur de Carvalho
Artur de Carvalho (?, 1962/63 - São José do Rio Preto, 21 de março de 2012) foi um escritor, jornalista, publicitário, cartunista e ilustrador brasileiro. Desde 1980, trabalhou com comunicação, especialmente na área de criação de textos publicitários, jornalísticos ou de ficção. Sua experiência foi adquirida por meio de palestras realizadas ao longo de vários anos para escolas e Semanas Universitárias, assim como nas empresas Portal Publicidade e Beco Propaganda, ambas de Campinas, e ainda no jornal Diário de Votuporanga, Rádio Clube FM de Votuporanga, TV Universitária de Votuporanga e Studio Gráfico Propaganda.
Realizou palestras no SESC (São José do Rio Preto, sob o tema “O Humor na Imprensa”), UNIFEV (Votuporanga), UNORP (São José do Rio Preto) e ainda palestras voluntárias para estudantes do ensino secundário de Votuporanga, realizadas ao longo dos anos de 2001 à 2005 a convite das escolas públicas da cidade. Ganhador do Prêmio “HQ MIX 2004” com “XEROCS”, considerado o “melhor fanzine do ano”. Idealizador e realizador do “Voturiso”, em 2001 e 2003, considerados dois dos maiores encontros de cartunistas e ilustradores já realizados no Brasil. Foi entrevistado no “Programa do Jô”, pela Rede Globo de Televisão, em 2004. Além de dois livros (“O Incrível Homem de Quatro Olhos” - 2001 e “E quando você menos espera... PAH!”), teve publicação também nos 14 números da série “FRONT” (livro bimestral da editora “Via Lettera”, ganhador do “HQ MIX” ), participação no livro “Humor pela Paz” (editora “Virgo”, um compêndio de charges e ilustrações de alguns dos maiores cartunistas brasileiros).
Colaborou com o Diário de Votuporanga, de Votuporanga, de 1996 até sua morte em 2012.

## Livros
- O incrível homem de quatro olhos (2003)[1]
- Pah! (2003)[1]